# A Question of Sport (videogioco)
A Question of Sport è un videogioco tratto dal telequiz britannico a tema sportivo A Question of Sport e pubblicato a partire dal 1988 per i computer Acorn Electron, Amiga, Amstrad CPC, Atari ST, BBC Micro, Commodore 64, MS-DOS e ZX Spectrum dalla Elite Systems.
Lo stesso sistema di gioco venne riadattato per Mike Read's Computer Pop Quiz del 1989, a tema invece musicale.
Un altro A Question of Sport, basato sempre sul telequiz, uscì anche per sala giochi nel 1992, ma si tratta di un prodotto non correlato, della Bell-Fruit.

## Modalità di gioco
Nel quiz si affrontano due squadre, capitanate rispettivamente dal cricketista Ian Botham e dal rugbista Bill Beaumont, e controllate da due giocatori oppure da un giocatore contro il computer. Tutti i personaggi sono rappresentati realisticamente da piccoli ritratti. Inizialmente si scelgono uno sport preferito, tra 10 disponibili, e i propri due compagni di squadra, tra 12 disponibili (persone comuni, tra le quali Steve Wilcox, uno dei dirigenti della Elite Systems), ciascuno specializzato in uno sport.
Il presentatore Dave Coleman dà le informazioni e pone le domande tramite testo scorrevole in orizzontale all'interno di un fumetto. Ci sono sempre quattro risposte possibili, selezionabili tramite cursore entro un tempo limitato, rappresentato da un cerchio che si scolora. Le domande, oltre a essere solo in inglese, possono riguardare anche argomenti tipici dello sport nel Regno Unito e poco noti a livello internazionale, rendendo il gioco meno interessante per i giocatori non britannici. Tutte le domande di cui è dotato il gioco sono raggruppate in 5 blocchi, caricati in memoria uno alla volta, e l'utente può scegliere quale blocco; il manuale consiglia di cambiare blocco ogni 4 partite per evitare il rischio di ripetizioni.
La partita è composta da sei round tratti dal telequiz originale (Pictureboard, Mystery Personality, Home or Away, What Happened Next?, Quickfire, continuazione di Pictureboard), ma riadattati in modo da essere sempre costituiti da domande a risposta multipla, rendendoli poco variati tra loro e poco attinenti al vero telequiz. In Pictureboard si sceglie uno sport a caso girando un tassello in un tabellone, e quando si sbaglia una domanda l'avversario ne ottiene una bonus; Mystery Personality pone domande su sportivi e quando si sbaglia l'avversario può rispondere alla stessa domanda; Home or Away permette di scegliere tra il proprio sport preferenziale, vincendo però meno punti, oppure uno diverso; What Happened Next pone domande del tipo "...cosa successe dopo?" e mostra anche le risposte possibili come testo scorrevole, per cui i giocatori devono memorizzarle; Quickfire pone domande in serie con un tempo limite cumulativo.